# Paectes chlorophora
Paectes chlorophora är en fjärilsart som beskrevs av George Francis Hampson 1912. Paectes chlorophora ingår i släktet Paectes och familjen nattflyn. Inga underarter finns listade i Catalogue of Life.